# Cycloctenus paturau
Cycloctenus paturau är en spindelart som beskrevs av Forster 1979. Cycloctenus paturau ingår i släktet Cycloctenus och familjen Cycloctenidae. Inga underarter finns listade i Catalogue of Life.